# RTL/ProSieben Schweiz
RTL/ProSieben Schweiz était une chaîne de télévision suisse arrêtée en 2000.

## Historique de la chaîne
RTL/Prosieben Schweiz Fernseh AG, qui s'appelait à l'antenne « RTL/Prosieben » était une coentreprise entre RTL Television et ProSieben. Elle a été créée dans le but de faire concurrence à Sat.1 Schweiz qui ne faisait à l'époque pas encore partie du groupe créé par la suite entre les chaînes allemandes ProSieben et Sat.1. Elle s'est inscrite au registre du commerce le 2 juillet 1999, après avoir déposé une demande de concession auprès de l'OFCOM et de l'avoir obtenue le 15 mars 1999.
Dès le 16 août 1999 les canaux de RTL et de ProSieben diffusent, entre 18h00 et 19h45 un programme commun à destination du public alémanique, et ce du lundi au vendredi.
Le 4 février 2000, la chaîne est rappelée à l'ordre par l'OFCOM pour un manquement à sa concession et notamment pour de la publicité clandestine.
La station était détenue à 25 % par RTL et ProSieben. Les autres propriétaires étaient BC Medien Holding AG et Medien Z Holding AG.  La portée était de 1,7 million de foyers.  Avec une part de marché de 10,4 %, elle a été l'offre de programme privée la plus réussie en Suisse au cours de cette période. Cependant, elle n'a pas rencontré le succès escompté par les actionnaires et a donc été abandonnée en mars 2000, après 7 mois d'existence.
Quinze ans plus tard, en octobre 2015, ProSiebenSat.1 Media a lancé une nouvelle chaîne suisse appelée Puls acht.

## Organisation

### Dirigeant
- Mario Aldrovandi, CEO[5]

### Diffusion
La chaîne en 1999 avait un taux de pénétration de 10,2 % sur les 15-49 ans et avoisinait un budget d'environ 20 millions de francs suisses.

## Programmes
La chaîne diffusait 1h45 d'Infomotion, mélange de publicités pour le marché suisse ainsi que des reportages et des news concernant la Suisse. Lorsqu'elle diffusait son programme, les programmes originels des chaînes de ProSieben et RTL Television n'étaient plus visibles. Seules les informations étaient en Allemand, les autres émissions étaient diffusées en Suisse-allemand.
- Express, informations
- KlarText, talk-show
- Konkret Life, magazine people
- WetterSchweiz, météo

## Liens
- Dernières émissions de RTL/Prosieben sur youtube
- Émission de KlarText sur youtube